# بيرازاتيغي
بيرازاتيغي (بالإسبانية: Berazategui)‏ هي مستوطنة، في الأرجنتين، تقع في Berazategui Partido ‏ ، وهي عاصمتها، بلغ عدد سكانها 167,498 نسمة وذلك حسب إحصائيات سنة 2001.

## مدن توأم
المدن التوأم:
- لانتشانو.

## أعلام
- دانييلا هيريرو
- سانتياغو لوبيز
- رودريغو أيالا
- أنيبال ترابيني
- خورخي أمادو نونس